# قصص الأطفال
قصص الأطفال هو جنس من أجناس أدب الطفل وأهمها، فنٌّ أدبي راقٍ، يمتلك مقومات فنية خاصة، يقوم على مجموعة من الحوادث المترابطة، مستوحاة من الواقع أو الخيال، أو كلاهما، تدور في بيئة زمانية ومكانية، وتمثِّل قيماً إنسانية شتى، تفضي لنهاية يتوجَّب أن تكون خيِّرة. وقصة الأطفال وسيلة تربوية تعليمية محببَّة، تهدف إلى غرس القيم والاتجاهات الإيجابية في نفوس جمهوره، وإشباع بعض احتياجاتهم النفسية، والإسهام في توسيع مداركهم وإثارة خيالاتهم، والاستجابة لميولهم في المغامرة والاستكشاف. 
ويُعدُّ هذا الفنّ أبرز فنون أدب الأطفال، وأكثرها انتشاراً. إذ يستأثر بأعلى نسبة من النتاج الإبداعي الموجَّه للأطفال، ويحظى بالمنزلة الأولى لديهم قياساً إلى الفنون الأدبية الطفلية الأخرى. يُعرِّفها الباحث «سمر روحي الفيصل» بأنها: «جنسٌ أدبي نثري قصصي، موجَّه إلى الطفل، ملائم لعالمه، يضمُّ حكاية شائقة، ليس لها موضوع محدَّد أو طول معيَّن، شخصياتها واضحة الأفعال، لغتها مستمدة من معجم الطفل، تطرح قيمة ضمنية، وتعبِّر عن مغزى ذي أساس تربوي، مستمد من علم نفس الطفل».

## أهمية قصص الأطفال وأهدافها
هي طاقات من الحيوية والحركة، وعالمٌ يضجُّ بالأحلام والخيالات، يملؤه الفضول وحبُّ الاستكشاف والانبهار بالتصوّرات والشخصيات، والوله بالمغامرة وارتياد المجهول.. إنها الطفولة. وللقصة الطفلية خصائصُ وميّزات، نستطيع بواسطتها دخول عالم الطفولة، والاستجابة لطبيعتها، إذ تهيِّئ عالماً ساحراً متنوِّعاً؛ سحر الطفولة وتنوّع انفعالاتها، لذا تراهم يشغفون بها، يتوقون لسماعها، يندمجون بأحداثها، ويتفاعلون مع أبطالها، ومن هنا اكتسبت القصة تأثيرها الساحر على الأطفال. يقول الكاتب «نزار نجار»: «القصة وسيلة تربوية ناجحة، وهي فنّ.. فنٌ لمّاح ذكي، يعتمد على الترميز والإضاءات الخاطفة وسرعة الالتقاط، ولذلك تفوَّقت القصة في أدب الأطفال على غيرها من الأجناس الأدبية.. والأطفال يتمتَّعون بميزة تذوّق الجمال، إنّ في داخلهم نداءً عميقاً يجذبهم نحو الجميل، كذلك لديهم توقٌ للتسامي والبطولة، وإلى المعرفة والمغامرة والانطلاق.. والقصة تُشبع هذا التوق، وتحقِّق ذلك الذوق.. القصة تجعل الأطفال قادرين على الاتصال بالفن، بفضل بساطة أسلوبها، وسحر أحداثها»).
قصة الأطفال أداة تربوية تثقيفية ناجحة، فهي تُثري خبرات الأطفال، وتنمّي مهاراتهم، وتكسبهم الاتجاهات الإيجابية.. وهي تزوِّدهم بالمعارف والمعلومات والحقائق عن الطبيعة والحياة، وتُطلعهم على البيئات الاجتماعية. كما أنها تُثري لغتهم وترقى بأساليبها، وتنمّي قدراتهم التعبيرية عن الأفكار والمشاعر والاحتياجات. وللقصة الطفلية دورٌ فعال في النمو الانفعالي للطفل، من خلال ضبط انفعالاته، وتخفيف التوتر عنه، والتنفيس عن رغباته المكبوتة، ومعالجة بعض المشكلات، والأمراض النفسية، وبعض العيوب اللفظية لديه. وهي أيضاً وسيلة جيدة لتكريس علاقات وأنماط سلوك إيجابية في حياة الطفل، وتعزيز الاتجاهات التي تنمي قدراته على مواجهة المشكلات. كما تهدف إلى تحقيق أهداف ترويحية وترفيهية عدَّة، والاستجابة لميول الطفولة إلى اللعب والحركة، وتوفير قسط من المتعة والترفيه، وتبديد أجواء الروتين والرتابة. يقول د. «هادي نعمان الهيتي»: «يُلاحظ أن الأطفال شديدو التعلُّق بالقصص، وهم يستمعون إليها أو يقرؤونها بشغف، ويحلِّقون في أجوائها، ويتجاوبون مع أبطالها، ويتشبَّعون بما فيها من أخيلة، ويتخطّون من خلالها أجوائهم الاعتيادية.. خصوصاً وأنها تقودهم بلطف ورقة وسحر إلى الاتجاه الذي تحمله. إضافة إلى أنها توفر لهم فرصاً للترفيه في نشاط ترويحي، وتشبع ميولهم إلى اللعب، لذا فهي ترضي مختلف المشاعر والأمزجة والمدارك والأخيلة، باعتبارها عملية مسرحة للحياة والأفكار والقيم.»:172

## عناصر قصص الأطفال وخصائصها
للقصة -عموماً- شكلٌ ومضمون، ومجموعة من العناصر المتآلفة، وقصة الأطفال لا تخرج عن هذا الإطار، إلا أنها تتسم بالخصوصية في الكثير من جوانبها. وتتمثل عناصر قصة الأطفال الأساسية في: الفكرة، الحدث، الحبكة، الشخصية، الحوار، الأسلوب، والبيئة الزمانية، والبيئة المكانية.

### الموضوع أو الفكرة الرئيسة
تجري أحداث القصة في إطارها، وتُطرح الموضوعات من خلالها، وتتمثَّل في معانيها ومغزاها.. والقصة الجيدة هي التي تحمل الفكرة الإيجابية، وتدعو إلى الحقّ والخير والجمال، عبر إيحاءات تحترم قدرات متلقِّيها، وتلائمها كما يجب. يقول د. «نجيب الكيلاني»: «الحدث لا ينطلق عشوائياً، والشخصيات لا تتصرَّف ارتجالاً أو اعتباطاً، إن وراء كل حركة وسكنة في القصة هدفاً، أو تعبيراً عن معنى.. عن فكرة، عن موضوع، والتوازن الفني بين الشكل والموضوع "الفكرة"، هو المعادلة الحسّاسة لكاتب القصة». 
أهم خصائص الفكرة: أن تكون مناسبة لمستوى نضج الطفل، ومراعية لمستوياته الثقافية واللغوية والوجدانية والاجتماعية. وأن تتناول مواضيعاً مستمدةً من عالمه، وتعالج أموراً تصبُّ في دائرة اهتماماته. وأن تقدِّم له تصوّراً واقعياً وصحيحاً عن الحياة. وألا تكون الفكرة ساذجة، أو باعثة على خوفٍ أو رعب، أو مُغرقة في تفصيلات فرعية تبعث على الملل.

### الحدث
يعدُّ الحدث بمثابة الخلفية التي تنبثق عنها الأفكار وتصوَّر الشخصيات.. الحادثة الفنية هي مجموع الوقائع المتسلسلة والمترابطة، التي تدور حول أفكار القصة في إطار فنيّ محكم. («تؤلِّف حوادث القصة جزءاً من النسيج البنائي لها، في شكل متسلسل ومتناسق ومنساب، ويترابط دون افتعال أو حشو لتتكامل معاً، وتتأزم مشكلة أو عقدة يجد الأطفال أنفسهم إزاءها في شوقٍ للوقوف على الحل».:173 من خصائص الحدث: أن يتسم بالوضوح الكافي والحركة الحيَّة والتفاعل، وأن يجري في أمكنة؛ للطفل تصوّرٌ كافٍ عنها. وألا يكون مغرقاً في التفرُّعات الطويلة، أو مبالِغاً في الخروج على هو مألوف.

### البناء والحبكة
فنُّ ترتيب الحوادث وتطويرها، وأسلوب عرض الوقائع والشخصيات في تسلسل طبيعي ومنطقي.. بحيث تكون مترابطة ارتباطاً منطقياً، يجعلها وحدة متماسكة الأجزاء. «تمثل الحبكة في القصة قمَّة؛ تنمو فيها الفكرة والحوادث والوقائع الأخرى، وتتحرَّك الشخصيات، مؤلِّفة خيطاً غير منظور، يمسك بنسيج القصة وبنائها، مما يدفع الطفل إلى متابعة قراءتها، أو الاستماع إليها، لأن ذلك الخيط يستلزم تفكيراً أو تخيلاً أو تذكُّراً، أو يستلزم هذه كلها».:173 من شروطها: أن تكون محكمة، وبسيطة وواضحة، وأن تقوم على حوادث ومواقف مترابطة، وشخصيات غير مفتعلة، تجمعها أشياء غير الزمان أو المكان.

### الشخصية
عنصر أساسي في بناء القصّة، وشرطٌ رئيسي من شروط نجاحها، إذ تقوم بالأحداث في القصة.. وللشخصية في قصة الطفل مزايا عدّة، أهمها المقدرة الاستثنائية على جذب الطفل، بحكم طبيعته المولعة باستكشاف الشخصيات وتقليدها، ولما تتيحه من إرضاء لميوله ونوازعه. «تجسِّد الشخصيات في القصة المواقف والأفكار، بشكل تجعل الأطفال يتَّخذون الموقف العاطفي إزاءها، تعلقاً أو نفوراً أو عطفاً، ويصل الأمر بالأطفال إلى التقمُّص الوجداني مع الأبطال، فيحزنون لحزنهم، ويفرحون لفرحهم».:173 والشخصية في قصة الأطفال قد تكون طفلاً أو رجلاً أو امرأة عجوز، كما ليس بالضرورة أن تكون إنساناً، فقد تكون حيواناً أو طائراً، كأن تكون قطَّة أو سلحفاة أو حمامة، أو تكون نباتاً؛ كأن تكون زهرة أو شجرة، أو إحدى مظاهر الطبيعة؛ كأن تكون نهراً أو سحابة أو جبلاً. ومن أكثر الشخصيات التي يهواها الطفل، ويحبها، كما يرى «نور الدين الهاشمي»: «هي الشخصيات المغامرة الجريئة التي تتحدّى الأخطار، وتتَّسم بالذكاء والشجاعة والمرح والطموح، وحبِّ الحرية والانطلاق. أما أهم خصائص الشخصية في قصة الأطفال: أن تكون مألوفة للطفل، قريبة إلى نفسه، ملائمة لثقافته. وتكون قادرة على الإقناع والتأثير، وأن تكون مشبعة بالقيم الإنسانية العليا، ودالّة على قيم أخلاقية واضحة.. وأن تتصف بالشجاعة والإقدام وحبِّ الخير والإيثار، وبعيدة عن المثالية المطلقة، وغير مبالغ في قدراتها وإمكاناتها. أخيراً: ألا يكون عدد الشخصيات كبيراً إلى حدّ تُشتِّت أفكار الطفل وتُضعف تركيزه.».

### الأسلوب
هو البناء الفني الذي يعبّر عن فكرة القصة وحوادثها وشخصياتها، بكل سلاسة ورصانة وجمال. وأهم ميِّزات الأسلوب على الإطلاق هو التشويق، أو المقدرة على إثارة التفاعل الفكري للطفل، طوال زمن القصة، إذ يعدُّ المحكّ لقدرات الكاتب في هذا المجال.. ويتحقق التشويق من خلال أمور عدّة تطال كلّ عناصر القصة ومقوِّماتها، وأهمها: الإحكام والوضوح والجمالية، والتنويع في مشاهد الدهشة، وحسن استخدام اللغة والخيال والصور الفنية.. ولا يتوقف التشويق على ذلك، إنما يمتدُّ إلى النواحي الشكلية في القصة. يقول الكاتب «نجيب كيالي»: «يلعب التشويق -بمعناه العام- دوراً حاسماً في قراءة الطفل للقصة، وأظنُّه يبدأ بغلاف الكتاب الذي تُشكِّل جماليته إغواءً بصرياً، يدفع الطفل إلى مدِّ يده إليه، بعد ذلك يأتي دور العنوان، ثم جاذبية الأسطر الأولى.. إلى أن نصل إلى التشويق الأعمق النابع من داخل النص».
من أهم خصائص الأسلوب في القصة الطفلية: اللغة البسيطة والمناسبة لمستوى نمو الطفل الذي تُكتب له، والتراكيب السلسلة، والجمل القصيرة، والعبارات الرشيقة، والألفاظ المستقاة من قاموسه اللغوي. ومن سمات الأسلوب أيضاً: أن يكون خالياً من التعقيد والغموض، بعيداً عن السطحية والسذاجة والتكلُّف، وألا يعتمد التوجيه المقصود في الإفصاح عن القيم، واستخدام عنصريّ المفاجأة بهدف الإثارة، والرمزية الشفافة لإثارة الخيال، إلى جانب الصور الفنية المحسوسة والمألوفة. يقول د. «الهيتي»: «يتمثَّل وضوح الأسلوب في ملائمة الألفاظ والتراكيب لمستوى الطفل اللغوي، وفي التعبير الدقيق عن المعاني. وتتمثَّل القوة في قدرة الأسلوب على إيقاظ حواس الطفل وإثارته وجذبه، كي يندمج بالقصة عن طريق نقل انفعالات الكاتب في ثنايا عمله القصصي، وتكوين الصور الحسِّية والذهنية المناسبة. ويتمثَّل جمال الأسلوب في سريانه في توافق نغمي وتآلف صوتي واستواء موسيقي».:173

### الزمان والمكان
وهما البيئتان اللتان تجري ضمنهما الأحداث، وتتحرَّك الشخوص.

#### البيئة الزمانية
وهي المرحلة أو المراحل التاريخية التي تصوِّرها الأحداث. «القصص بتخطِّيها أبعاد الزمان، تنقل الأطفال عبر الدهور المختلفة، كما تتجاوز بهم الحاضر إلى المستقبل. وبتخطيها أبعاد المكان، تجعل الأطفال أمام حوادث وشخصيات وأجواء، خارج نطاق الخبرة الشخصية للأطفال، وتهيِّئ لهم الطوفان على أجنحة الخيال في عوالم مختلفة».:172

#### البيئة المكانية
المقصود بها: المحيط الجغرافي الذي تجري فيها أحداث القصة: منزل، مدرسة، حديقة، أو في الطبيعة. وللطفل، في سنيِّه الأولى، إدراك أوضح للمكان من إدراكه للزمان. والمكان -هنا- لا يمكن تقييده بحدود، أو إلزامه بتفاصيل معيَّنة، كما في قصة الكبار. يقول د. محمد المنسي قنديل: «الحيِّز في قصص الأطفال متَّسع، والأرض بلا حدود، والواقع قابل دوماً للتشكيل، فالمكان في قصص الأطفال لا يعترف بالخرائط المرسومة، ولا يلتزم بتلك التفاصيل المحلية الضيّقة، والتي تعطي أدب الكبار قيمته الأساسية، والمكان هنا مساحة ما بين الواقع والوهم، والجغرافيا لا تخضع لمنطق التضاريس».
ومن جملة خصائص القصة الطفلية، الخصائص الفنية، ومنها: أن يحتوي العمل القصصي على صور واضحة، أو رسوم تعبيرية جذّابة -لاسيما المرحلة الأولى من الطفولة- إذ تشكّل مع النصّ لوحة تجذب الطفل، وتدعوه لإشغال عقله وخياله. كما أن للصور والرسوم دوراً كبيراً في إثراء القصة وربط أفكارها وترتيب أجزائها. ولا ننسى الإخراج الفنيّ للمطبوع القصصي، الذي يعدُّ أمراً هاماً وضرورياً، يحقّق للطفل الإغراء البصري، ويخلق له جواً من المتعة، من خلال: مراعاة أناقة الغلاف وجاذبيته، ووضوح الحروف، ترتيب الكلمات والأسطر، ووصولاً إلى حجم المطبوع المناسب، ومستوى الطباعة، ونوع التجليد. يقول نزار نجار: «إن القصص الناجحة حقاً، هي التي تتحرَّك في الواقع والخيال معاً، تداعب أحلام الطفولة، وترسم لها الظلال والألوان، تجمع إلى براعة القصص، التلطُّف في العبارة، والدقة في الموقف، والجمال في الصورة، والوضوح في الهدف».

## القصة وخيال الطفل
يؤدي الخيال دوراً هاماً في تطوير شخصية الطفل فكراً وتعبيراً، وتأهيلاً للقدرات التأملية والإبداعية واللغوية.. بالمقابل تعدُّ المقدرة على التخيُّل من أهم سمات هذه الشخصية، فمن استطاع إثارة خيال الطفل بما يهوى ويحبّ من القصص، فإن باستطاعته إشباع الكثير من احتياجاته النفسية، فالخيال في القصة يشدُّه إليها ويحرِّك أحاسيسه، ويتيح له فضاءات رحبة يحلِّق فيها، ويتنقل في عوالمها، وهو جالس في مكانه. من جهة أخرى يعدّ الخيال أهم الفنيات في قصص الأطفال، كما تتعدّد صور توظيفه فيها وتتنوّع، كقصص الأنبياء وقصص الخيال العلمي، الذي يُثري المعارف العلمية، وينمّي القدرات العقلية.. وهي نوعٌ يناسب المرحلتين المتوسطة والمتأخرة. إلا أن أكثر ما يتوجب الحذر منه عند استخدام هذا الخيال، كما تقول «عفاف لطف الله»: «المبالغة الشديدة في الأحداث، أو تضخيم الشخصيات، على نحو يبعد الطفل عن الواقع، فيصبح عاجزاً عن تمييز الحقائق من الخرافة».

## أنواع قصص الأطفال
تشمل قصص الأطفال أنواعاً عدة، منها: الحكايات، القصص التراثية، قصص الحيوان، قصص السِير، قصص البطولة والمغامرة، قصص الخيال العلمي، قصص الخيال التاريخي، قصص الفكاهة، القصص الدينية، القصص الاجتماعية، وغيرها.. إلا أن هذا التصنيف ليس معياراً ثابتاً يُعتمد عليه في تقسيم قصص الأطفال. يقول «الهيتي» في مؤلَفه «ثقافة الأطفال»: «يصعب الاعتماد على معيار واحد في تقسيم قصص الأطفال، لذا نجد تقسيمات حسب الموضوع، أو حسب الشخصيات، أو حسب علاقتها بالواقع أو الخيال.. لكن التفسير الأكثر شيوعاً هو الذي يقسِّمها إلى: حكايات وخرافات، وقصص حيوان، وقصص بطولة ومغامرة، وقصص خيال علمي، وقصص خيال تاريخي، وقصص فكاهة.»
والحكايات نوعٌ هام من أنواع قصص الأطفال، يعني: (السرد القصصي الذي يتناقله الناس)، وهي بذلك تختلف عن القصة بمفهومها الحديث، بأنها في الأصل ذات طابع شفهي مرتبط بالأدب الشعبـي، في حين أن القصة نتاج لكاتب فرد، وقد تكون مستمدة في بعض أنواعها من الحكاية والأسطورة، كما يرى «أحمد صوان».
ومن الحكايات ما هي شعبية، ومنها ما هي خرافية، وهي تمتاز -عموماً- بالبساطة والمضمون الثريِّ والعميق في الوقت نفسه. والحكاية الشعبية هي: «نوع قصصي ليس له مؤلف، لأنه حاصل ضرب عدد كبير من ألوان السرد القصصي الشفهي، الذي يضفي عليه الرواة أو يحوروِّن فيه أو يقتطعون منه، وهو يعبِّر عن جوانب من شخصية الجماعة»، ويعدُّ هذا النوع أقدم الأنواع الأدبية المقدَّمة للطفل. وعن أهميتها ودورها كمنهل لقصص الأطفال عبر العصور، يقول «الهيتي»:163- 165: «أمكن القول إن كثيراً من قصّاصي الأطفال، استمدوا من الحكايات الشعبية أفكار قصصهم، ولاقت تلك القصص هوىً في نفوس الأطفال، وسُعدوا بأبطالها الذين يتحرَّكون دون حواجز أو قيود، وأنسوا بالحيوانات التي تتصرَّف -في الغالب- تصرُّفاً إنسانياً، وبالنباتات التي تتحرَّك وتطير وتضحك، وبالأدوات الجامدة التي تروح وتجيء وتقرع الطبول وتغني.. وأثارت هذه الحكايات مشاعر الأطفال وسط أجواء التضحية أو البطولة أو الصدق أو العدل، حيث ينتصر الخير والأخيار، ويخذل الشر والأشرار». كما أن قصص الحيوان، وأسلوب الأنسنة -حيث تتحرَّك الشخصيات في بيئة حيّة، تفكِّر وتتحدَّث كالبشر- تحظى بجاذبية كبيرة، وبإقبال لا يضاهى، من قبل جموع الأطفال، لاسيما في المرحلة المبكرة. كما أنها تعدُّ من أقدم أنواع الحكايات الشعبية، نهل منها كتّاب قصص الأطفال -كمادّة خصبة- الكثير ولا يزالون، ويعدُّ كتاب «كليلة ودمنة» من أهم ما كُتب هذا المجال.

## أبرز أعلام قصص الأطفال عالمياً وعربياً
روى كثيرٌ من الباحثين بأنَّ كتاب «الأم الأوزة» للفرنسي «شارل بيرول» 1697 كان أول مجموعة قصصية كتبت خصِّيصاً للأطفال، وشكَّلت بداية مرحلة جديدة في تاريخ تطوّر الكتابة لهم. تضمَّن الكتاب حكايات شعبية من الريف الفرنسي، أشهرها «سندريلا»، «الجمال النائم»، «ذات الرداء الأحمر»، أهم كلاسيكيات أدب الأطفال العالميَّة. وفي ألمانيا ظهر «الأخوان غريم» اللذان أصدرا حكايات «الأطفال والبيوت» الجزء الأول عام 1812، ثم الجزء الثاني 1814، وضمَّت المجموعتان أكثر من مئتي حكاية، مستمدة من الحكايات الألمانية الفولكلورية القديمة، التي كان يحكيها الآباء للأبناء، بعد أن هذّبها في أسلوبها، ومنها: «ليلى والذئب»، «الساحرة الشريرة»، «الأميرة النائمة». والعلامة الفارقة الثالثة، والأكثر تميُّزاً في تاريخ كتابة قصص الأطفال، كان الدانمركي «هانز كريستيان أندرسن»، الذي عُدَّ رائد أدب الأطفال في أوروبا، والأكثر شهرة في العالم. كتب «فرخ البط القبيح» عام 1846، والعشرات من القصص، التي أدخلت أدب الأطفال - هذا النوع الحديث من الأدب- عهداً جديداً. ولا تزال قصصه تتداول بين الأطفال حتى اليوم، بعد أن ترجمت إلى كثيرٍ من لغات العالم، ومنها: «الحوريَّة الصغيرة»، «الحذاء الأحمر»، و«الأميرة وحبَّة الفاصوليا». واشتهر كذلك الروسي «إيفان كريلوف»، الذي نشر مجموعات عديدة من الحكايات، أظهر فيها شخصيات من الحيوانات، وجد فيها الأطفال متعة بالغة. ومن الأسماء التي لمعت في هذا المجال أيضاً: الإنكليزي «لويس كارول»، الذي يعدُّ واحداً من أدباء الأطفال الكبار، لما أنجزه من أعمال مبهرة لهم. من أشهر قصصه «أليس في بلاد العجائب»، التي عُدَّت من أهم آثار أدب الأطفال. والروائي الأمريكي الساخر «مارك توين»، الذي كتب للأطفال عديداً من القصص، أشهرها: «توم سوير». والروائي الفرنسي «جول فيرن»، الذي عدَّ من روّاد قصص الخيال العلمي، وبلغ ما صدر له في هذا المجال نحو ثمانين قصة ورواية، مزج فيها بين العلم والخيال، ومنها: «خمسة أيام في منطاد»، «من الأرض إلى القمر»، «حول العالم في ثمانين يوماً».
ومن الكتّاب الذين لمعت أسماؤهم في كتابة قصص وحكايات للأطفال، أواخر القرن التاسع عشر والقرن العشرون، يوردها «هادي نعمان الهيتي» في مؤلَفه «ثقافة الأطفال»: «ظهر في فرنسا «ليونس بور لياغيه»، الذي وضع عديداً من قصص الأطفال منها: "حكايات أبي لوجار"، و"أربعة تلاميذ". و«رينيه غيو ‏»، الحائز على جوائز عالمية، منها: "جائزة هانز كريستيان اندرسن". و«تومي أوبخيرير»، مؤلِّف قصص "اللصوص الثلاثة"، و"الأجير الساحر". و«ايميه مارسيل» الذي وضع حكايات عديدة، تُرجمت إلى العديد من لغات العالم، منها: "حكايات القط". وفي انكلترا؛ نجد أسماء عديدة، منها: الروائية «أينيد بلايتون»، التي وضعت نحو مئة قصة بوليسية، لاقت إقبال الأطفال والمراهقين. والقاصّ «آرثر لانسوم» الذي وضع عدَّة قصص، منها: "سوالو وأمازون". وفي الولايات المتحدة الأمريكية، التمعت أسماء كتّاب أطفال عديدين، منهم: «ماري مابس دودج»، التي أصدرت مجموعات قصصية للأطفال، منها: "الحذاء الفضي". والقاصّ «فرانك. ل. بوم»، الذي ظهرت له مجموعات قصصية بعنوان "بلاد الإوز المدهشة"، التي لا تزال -وغيرها من مجموعاته- تُطبع بصورة مستمرة. وفي الاتحاد السوفييتي «ليف كاسيل»، الذي انتقد كتّاب الأطفال الذين يصوِّرون شخصيات الأطفال في قصصهم في مستوى يفوق الواقع، وقد وضع عدداً من القصص الموجَّهة إلى الأطفال والشباب، منها: قصة "شوام براني" و"الرحلة الخرافية"».:175
أما عربياً، فيرى كثيرٌ من الدارسين في «كامل الكيلاني» الرائد الحقيقي في ميدان النثر القصصي للأطفال، ذلك لكثرة ما ترجم واقتبس وألَّف من قصص. إضافة إلى مسرحيات، ومجموعة من القصائد، نقل بها أدب الأطفال خطوات واسعة إلى الأمام، من النواحي التربوية والفنية. أصدر قصته الأولى للأطفال: «السندباد البحري» عام 1927، وظلَّ مواصلاً الكتابة للأطفال طيلة سنوات حياته، التي أصدر خلالها عشرات الكتب، استمدَّ موضوعات أغلبها من التراث العربي والعالمي، وأثرى بها المكتبة العربية أيَّما إثراء. ومن السلاسل الشهيرة التي أصدرها للأطفال: قصص رياض الأطفال، حكايات الأطفال، قصص فكاهية، قصص من ألف ليلة وليلة، قصص هندية، قصص علمية، قصص شكسبير، قصص عربية، أشهر القصص، أساطير العالم، من حياة الرسول.. وغيرها. عُرف الكيلاني بأسلوبه القصصي السهل البسيط والأخّاذ الممتع في نفس الوقت، والذي مزج فيه بين التسلية والفائدة. كما وصفت لغته بالسليمة والرشيقة، فكانت جمله قصيرة، وألفاظه مكرَّرة، وكان يدأب على شرح الصعبة منها. كما حرص على ربط محتوى قصصه بالصور المعبِّرة الموضِّحة.
ومن الأسماء العربية التي اشتهرت بكتابة قصص الأطفال في تاريخه الحديث:
- «محمد عطية الأبراشي»: الذي بلغ مجموع ما نشره بين عامي (1960-1970) أكثر من مئة كتاب، بين مؤلف ومترجم. وقد نوَّع في مضامين قصصه بين الخيالية والواقعية والاجتماعية والعلمية، وغيرها. ومما أصدره الكاتب (المكتبة الحديثة للأطفال) عن «دار المعارف بمصر»، وهي سلسلة متنوِّعة من القصص، توجَّهت المجموعة الأولى منها لتلاميذ سنِّ الثامنة فأكثر، من قصصها: (يوم سعيد، الأميرة الحسناء، الحمامة النبيلة). وتناولت المجموعة الثانية تلاميذ سنِّ العاشرة فأكثر، ومن قصصها: (الفارس النبيل، الفيلسوف الزاهد، الفقير النبيل). إلا أن كثيراً منها بدت أقرب إلى نصوص حكمة وإرشاد، منها إلى قصة الأطفال بمفهومها الحديث. 
- «يعقوب الشاروني»: الذي بدأ مسيرته الإبداعية للأطفال حوالي 1975، وكتب مجموعة كبيرة من المؤلفات القيِّمة التي ضمَّت مئات القصص. إضافة للدراسات والأبحاث حول كتاب الأطفال، والكتابة لهم، وحول موضوعات شتى في ثقافة الطفل. من المشاريع التي قدَّمها الشاروني موسوعة «ألف حكاية وحكاية»، وموسوعة «العالم بين يديك»، و«أجمل الحكايات الشعبية»، وغيرها.
- الكاتب القصصي والباحث «عبد التواب يوسف»، الذي يعدُّ أبرز كتّاب أدب الأطفال العرب المعاصرين، وصاحب الأرقام القياسية في الإنتاج الأدبي، حيث وضع مئات الكتب في أدب الأطفال، تجاوزت عدد نسخها الملايين.
- القاصّ السوري «زكريا تامر» مؤلِّف المجموعتين الشهيرتين: «لماذا سكت النهر» 1973، و«قالت الوردة للسنونو» 1978، توجَّه بهما للأطفال توجُّهاً جادَّاً ومبدعاً. 
-الكاتبة الإماراتية «مريم الصقر» متخصصة في قصص الأطفال، لها أكثر من 45 قصة، تعتبر من أشهر الكاتبات في مجال أدب الطفل في الخليج، ولها عدة برامج تلفزيونية ومسلسلات كرتونية من إنتاجها مثل حبيبنا محمد صلى الله عليه وسلم، وسلسلة الجدة حكاية، ومن قصصها المشهورة في غرفتي قوس الألوان والأقدام الخشبية.